# Real Filharmonía de Galicia
La Real Filharmonía de Galicia (en castellano, Real Filarmonía de Galicia, abreviado como RFG) es una orquesta filarmónica con sede en Santiago de Compostela. Pertenece a la Asociación Española de Orquestas Sinfónicas (AEOS). 

## Historia
Fue estrenada en febrero de 1996 en un concierto dirigido por el maestro Helmuth Rilling.  Tras sus actuaciones en 1996, en el Auditorio Nacional de Madrid, y en 1997 en La Coruña, Valencia y León, la orquesta salió de gira por Europa en enero de 1998 realizando conciertos en Alemania y Austria, bajo la dirección de H. Rilling, siendo acompañada por el coro Gächinger Kantorei de Stuttgart. Las estaciones, de Haydn y El Mesías de Haendel, fueron interpretadas ante más de 7000 espectadores. En el cierre de la gira, la Real Filharmonía de Galicia se convirtió en la primera orquesta española en actuar en el Großes Festspielhaus de Salzburgo durante la célebre Semana de Mozart. 
En marzo de 1998, la Real Filharmonía de Galicia comenzó a grabar bajo la dirección de Rilling las sinfonías completas de Franz Schubert para la prestigiosa compañía discográfica Hänssler Classic. Este proyecto culminó con la salida al mercado de los dos primeros CDs con las sinfonías n º 1, 2, 3 y 4. En julio de ese año, bajo la dirección de Zumalave, la orquesta actuó en el marco de la Expo 98 de Lisboa, y en agosto inauguró, con El Mesías de Haendel, la primera edición del Compostela Millenium Festival, concierto ofrecido en la Catedral de Santiago de Compostela, ante más de 2000 personas. 
A comienzos de 1999 realizó su segunda gira internacional, que interpretó Elías de Mendelssohn en el Auditorio Nacional de Madrid, como parte del ciclo Orquestas del Mundo de Ibermúsica, y en el Festival Europeo de la Música de Stuttgart. 
La Real Filharmonía de Galicia fue además una de las orquestas invitadas del XXIV Festival Internacional de Música de Segovia, del Festival Internacional de Música de Galicia y en la II Edición del Compostela Millenium actuó bajo la batuta de Neville Marriner.
La Orquesta, bajo la dirección de Antoni Ros-Marbà, ofreció además conciertos por diferentes ciudades españolas como Sabadell, Bilbao, Madrid, Barcelona, finalizando la temporada 2001-2002 con las óperas Fidelio de Beethoven y Così fan tutte de Mozart. La RFG también fue invitada al Concurso Internacional de Piano de Santander Paloma O'Shea de Santader. Desde enero de 2013, el británico Paul Daniel es el nuevo director titular.
La RFG sigue enriquecendo su amplio repertorio, que va desde Bach hasta la actualidad con especial énfasis sobre autores del clasicismo vienés y recuperando asimismo la obra de compositores gallegos como Rogelio Groba, Octavio Vázquez, Xavier De Paz, P. Pereiro, O. Rodríguez, X. Viaño, Manuel Balboa, Andrés Gaos, Juan Durán o J. J. Castro.
Además la Real Filharmonía de Galicia tiene un protagonismo central en los "Concertos Didácticos para Xoves" que ofrece el Auditorio a colegios e institutos gallegos y colabora en proyectos para la ciudad con la Universidad de Santiago y el Conservatorio Profesional de Música. 
El trabajo y objetivos de la Real Filharmonía de Galicia se ven reforzados con la Escola de Altos Estudios Musicais, proyecto pedagógico de formación de músicos de alto nivel gestionado por el Instituto Gallego de las Artes Escénicas y Musicales (IGAEM).

## Directores

### Directores titulares
- Helmuth Rilling (1996-2000)
- Antoni Ros-Marbá (2001-2013)
- Paul Daniel (2013-2023)
- Baldur Brönnimann (2023-)

### Directores invitados
Además del maestro Rilling, Ros Marbá y Paul Daniel, así como de su director asociado, el compostelano Maximino Zumalave, fueron invitados, entre muchos otros, los directores Navarro García, Odón Alonso, Enrique García Asensio, Edmon Colomer, Pedro Alcalde, Neville Marriner, David Shallon, Jeffrey Kahane, Gilberto Vargas, Leopold Hager, Kryzstof Penderecki, Christoph Poppen, Jan-Latham Koenig, Antonio Florio y Peter Maxwell Davies.

## Solistas
Como solistas, han actuado con la Real Filharmonía de Galicia, entre otros, músicos de la talla de los violinistas Frank Peter Zimmermann y Ulrike-Mahti alma, el violonchelista M. Rostropovich, la mezzosoprano Teresa Berganza, los pianistas Alicia de Larrocha, Josu de Solaun Soto, Tzimon Barto, Nikolaus Lahusen, Jeffrey Kahane, Rudolf Buchbinder, Robert Levin, Joaquín Achúcarro, Katia y Marielle Labèque, Evgeni Koroliov y György Sebok, y el flautista Jean-Claude Gérard.

## Curiosidades
Una encuesta realizada en 2005 entre directores de orquesta, solistas, críticos y músicos eligieron la Real Filharmonía de Galicia como la cuarta mejor orquesta de España, únicamente por detrás de la Orquesta Sinfónica de Barcelona y Nacional de Cataluña, la Orquesta Nacional de España y la Orquesta de la RTVE.[cita requerida]